# Fülledt nyár
A Fülledt nyár (eredeti cím: One Percent More Humid) 2017-ben bemutatott amerikai filmdráma, amelyet Liz W. Garcia írt és rendezett. A főbb szerepekben Juno Temple, Julia Garner, Alessandro Nivola, Maggie Siff, Olivia Luccardi és Philip Ettinger látható.
A Tribeca Filmfesztálon 2017. április 21-én mutatták be.

## Cselekmény
A gyerekkori barátnők, Catherine és Iris hazatérnek a főiskoláról a forró és fülledt új-angliai nyárra. Napjaikat és éjszakáikat bulikkal, meztelen fürdőzéssel és a régi kapcsolatok felelevenítésével töltik. Amikor a múltjukból származó közös traumát egyre nehezebben tudják elfojtani, egyre nagyobb éket vernek egymás közé, és mindketten tiltott szerelmi viszonyba kezdenek.

## Szereplők
| Szerep          | Színész           | Magyar hang       |
| --------------- | ----------------- | ----------------- |
| Iris            | Juno Temple       | Gáspár Kata       |
| Catherine       | Julia Garner      | Andrusko Marcella |
| Gerald          | Alessandro Nivola | Schmied Zoltán    |
| Lisette         | Maggie Siff       | Varga Gabriella   |
| Mae             | Olivia Luccardi   | Szász Júlia       |
| Billy           | Philip Ettinger   | Lengyel Benjámin  |
| Jack            | Mamoudou Athie    | Kenéz Ágoston     |
| Catherine anyja | Liz Larsen        | Fabó Györgyi      |
| Reynolds        | Jack DiFalco      | Koncz István      |
| Alex            | Ricky Goldman     | Kenderes Csaba    |

### Magyar változat
- Magyar szöveg: Tibély Krisztin
- Hangmérnök: Policza Imre
- Vágó: Házi Sándor
- Gyártásvezető: Újréti Zsuzsa
- Szinkronrendező: Aprics László
- Produkciós vezető: Dallos Miklós

A szinkront a SDI Media Hungary készítette el.

## Fogadtatás
A film általánosságban vegyes visszajelzéseket kapott a kritikusoktól. A Rotten Tomatoes weboldalon 0%-os értékelést kapott 2 kritika alapján, az átlagos értékelése 5,6 pont a 10-ből.